# Vaneyella digitata
Vaneyella digitata is een zeekomkommer uit de familie Vaneyellidae.
De wetenschappelijke naam van de soort werd in 1910 gepubliceerd door René Koehler & Clément Vaney.